# 391
| [ Edytuj tabelę ] |                                                        |
| Władca Guptów     | - 375 Ćandragupta II 414                               |
| Chan Hunów        | - 390 Uldin 411                                        |
| Władca Korei      | - 384 Kogugyang 391 - 391 Kwanggaet’o Wielki 413       |
| Papież            | - 384 Syrycjusz 399                                    |
| Król Persji       | - 388 Bahram IV 399                                    |
| Cesarz Rzymu      | - 375 Walentynian II 392 - 379 Teodozjusz I Wielki 395 |
| Król Wandalów     | - 359 Godigisel 406                                    |

Rok 391 / CCCXCI
stulecia: III wiek ~
IV wiek ~
V wiek

lata: 381 «
386 «
387 «
388 «
389 «
390 «
391
» 392
» 393
» 394
» 395
» 396
» 401

## Wydarzenia
Azja
- Kwanggaet’o Wielki został władcą koreańskiego królestwa Koguryŏ.
- Najazd Japończyków z Wa na południowo-wschodnie regiony Korei (zob. stela Gwanggaeto).

Cesarstwo Rzymskie
- Bitwa nad rzeką Axios między Rzymianami a Wizygotami.
- Cesarz Teodozjusz wydał zakaz wyznawania pogańskich kultów oraz nakazał zniszczyć „pogańskie” dzieła zgromadzone w Bibliotece Aleksandryjskiej.
- Zakończyło działalność Muzeum Aleksandryjskie.

## Zmarli
- Kogugyang, król Koguryŏ.
- Piotr z Sebasty, biskup.